# Coupe d'Italie de beach soccer
La Coupe d'Italie de beach soccer est une compétition annuelle à élimination directe de beach soccer disputée entre les clubs italiens. Le vainqueur affronte le champion sortant la saison suivante lors de la Supercoupe d'Italie de beach soccer.
Le Milano Beach Soccer détient le record de victoires avec quatre trophées.

## Histoire
Une compétition non officielle existe depuis 2000. En 2004, la ligue nationale amateur de football italien décide de se consacrer au beach soccer et crée trois compétitions : le Championnat d'Italie, la Supercoupe et la coupe.
Depuis 2007, la compétition est jouée par 16 clubs membres de la LND.

## Palmarès

### Coupe non officielle (2000-2004)
- 2000 : Catanzaro Beach Soccer
- 2001 : Catanzaro Beach Soccer
- 2002 : Catanzaro Beach Soccer
- 2003 : ASD Terranova Terracina Beach Soccer

### Serie A (depuis 2004)
- 2004 : ASD Catania Beach Soccer
- 2005 : ASD Catania Beach Soccer
- 2006 : Milano Beach Soccer
- 2007 : Milano Beach Soccer
- 2008 : Coil Lignano Sabbiadoro
- 2009 : Milano Beach Soccer
- 2010 : Milano Beach Soccer
- 2011 : ASD Terranova Terracina Beach Soccer
- 2012 : Viareggio Beach Soccer
- 2013 : Sambenedettese BS

### Bilan
| Club                                 | Victoires | Années                 |
| ------------------------------------ | --------- | ---------------------- |
| Milano Beach Soccer                  | 4         | 2006, 2007, 2009, 2010 |
| Catanzaro Beach Soccer               | 3         | 2000, 2001, 2002       |
| ASD Terranova Terracina Beach Soccer | 2         | 2003, 2011             |
| ASD Catania Beach Soccer             | 2         | 2004, 2005             |
| Coil Lignano Sabbiadoro              | 1         | 2008                   |
| Viareggio Beach Soccer               | 1         | 2012                   |
| Sambenedettese BS                    | 1         | 2013                   |

#### Trophées individuels
| Année | Meilleur joueur  | Meilleur buteur                                         | Meilleur gardien |
| ----- | ---------------- | ------------------------------------------------------- | ---------------- |
| 2004  |                  |                                                         |                  |
| 2005  |                  |                                                         |                  |
| 2006  | Nico (Milan)     |                                                         |                  |
| 2007  | Benjamin (Milan) | Ramiro Figueiras Amarelle (Milan)                       |                  |
| 2008  |                  | Madjer (Milan)                                          |                  |
| 2009  |                  |                                                         |                  |
| 2010  |                  | Gabriele Gori (Viareggio)                               |                  |
| 2011  |                  | Mariano Cordaro (Belpassese) & Bruno Xavier (Terracina) |                  |
| 2012  |                  | Belchior (Catane)                                       |                  |
| 2013  |                  | Emmanuele Zurlo (Panarea)                               |                  |